# Grand Prix de Mortágua
Le Grand Prix de Mortágua est une course cycliste portugaise disputée durant l'été autour de la municipalité de Mortágua, dans le district de Viseu. Cette épreuve fait partie du calendrier national de la Fédération portugaise de cyclisme,. Elle se déroule sur un parcours escarpé avec plusieurs ascensions classées en troisième catégorie. 
Les premières éditions sont réservées aux cyclistes espoirs (moins de 23 ans). Entre 2015 et 2018, la compétition figure au programme de la Coupe du Portugal.  

## Palmarès
Deuxième édition en 2002
| Année     | Vainqueur          | Deuxième             | Troisième               |
| --------- | ------------------ | -------------------- | ----------------------- |
| 2002      | Rui Carneiro       | Bruno Sá             | Hélder Oliveira (de)    |
| 2003      | João Cabreira      | António Jesus        | Bruno Sá                |
| 2004      | Sérgio Sousa       | Hélder Oliveira (de) | Hélder Pereira          |
| 2005      | Fábio Cera         | Filipe Cardoso       | Gilberto Sampaio        |
| 2006      | Samuel Coelho      | Rui Costa            | Mário Costa             |
| 2007      | David Vaz          | Alcides Almeida      | Ricardo Vilela          |
| 2008      | Henrique Casimiro  | Ricardo Vilela       | António Carvalho        |
| 2009      | Hugo Sancho        | Domingos Gonçalves   | Amaro Antunes           |
| 2010      | Domingos Gonçalves | Amaro Antunes        | Rafael Silva            |
| 2011      | André Mourato      | Celestino Pinho (nl) | Victor Valinho          |
| 2012      | António Barbio     | Marco Cunha          | Jorge Martín Montenegro |
| 2013      | Daniel Freitas     | Iván Roade           | Joaquim Silva           |
| 2014      | Daniel Silva       | Bruno Sancho         | Rafael Silva            |
| 2015      | Filipe Cardoso     | Hugo Sancho          | Joaquim Silva           |
| 2016      | Hugo Sancho        | Ricardo Ferreira     | Luís Mendonça           |
| 2017      | David Rodrigues    | Joaquim Silva        | Samuel Caldeira         |
| 2018      | Márcio Barbosa     | Luís Mendonça        | David Rodrigues         |
| 2019      | Daniel Silva       | David Rodrigues      | Hugo Sancho             |
| 2020-2021 | Pas organisé       | Pas organisé         | Pas organisé            |
| 2022      | Ángel Sánchez      | Eric Fagúndez        | Bruno Silva             |
| 2023      | Joaquim Silva      | Afonso Eulálio       | Miguel Salgueiro        |
| 2024      | Afonso Silva       | José Luis Faura      | Frederico Figueiredo    |
| 2025      | João Paulo Silva   | João Medeiros        | Adrián Bustamante       |